# بنفسج ايميني
بنفسج ايميني (الاسم العلمي:Viola eminii) هو نوع من النباتات يتبع جنس البنفسج من فصيلة البنفسجية.